# (30856) 1991 XE
1991 أكس إي (ويعرف أيضًا باسم (30856) 1991 أكس إي وفق تسمية الكوكب الصغير) (بالإنجليزية: 1991 XE)‏ هو كويكب ضمن حزام الكويكبات؛ وترتيبه 30856 من حيث الاكتشاف.
اكتُشف هذا الجُرم الفلكي بواسطة اليانور إف. هيلين في 7 ديسمبر 1991.

## وصلات خارجية
- (30856) 1991 XE في قاعدة بيانات مختبر الدفع النفاث لأجرام النظام الشمسي الصغيرة

- الاكتشاف · مخطط المدار ·  العناصر المدارية · المعلمات المادية

- (30856) 1991 XE على موقع ويكي سكاي: DSS2, SDSS, GALEX, IRAS, Hydrogen α, X-Ray, Astrophoto, Sky Map, Articles and images